# Nesseltuch

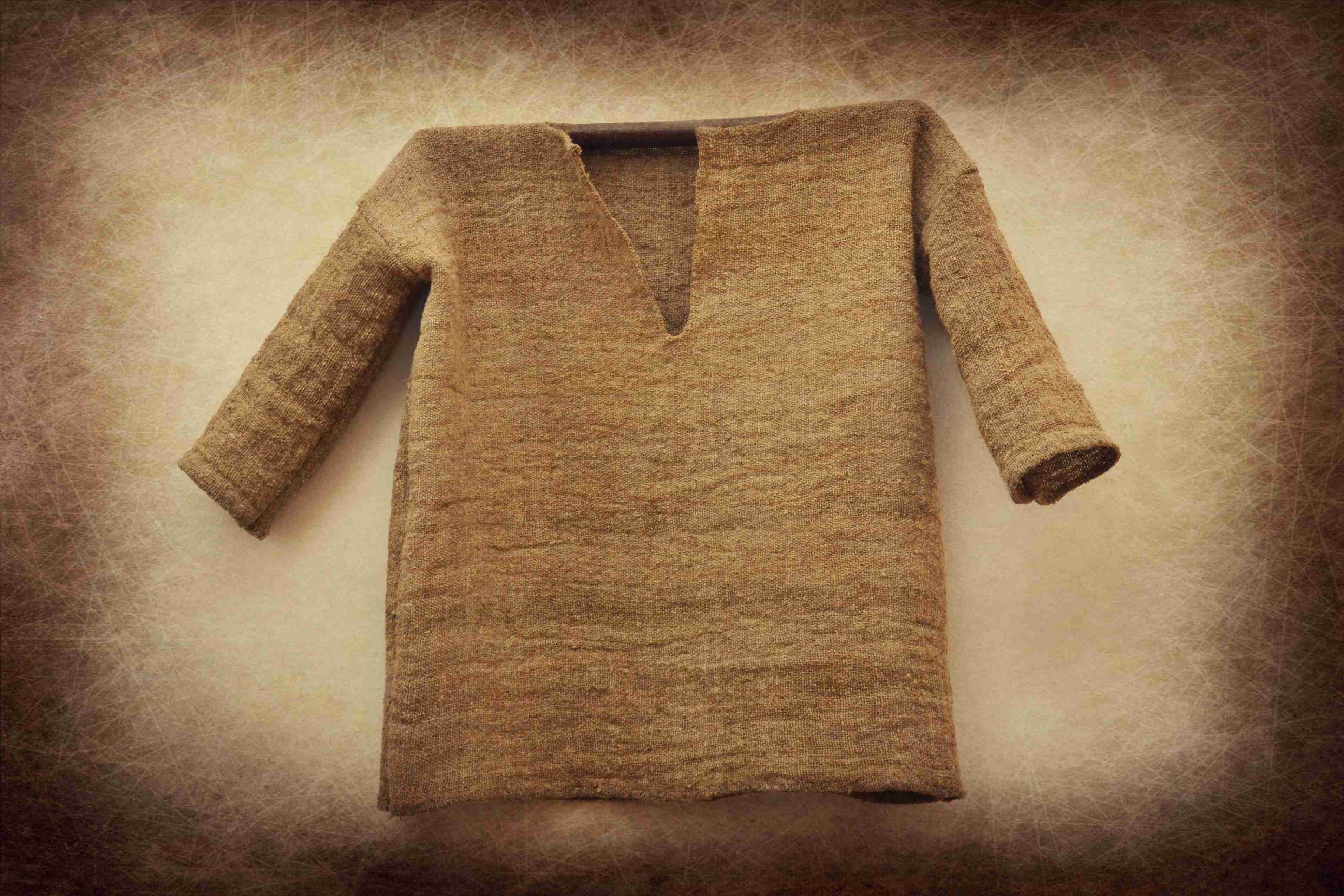
Hemd aus Brennnesselfasern, Muzeum Novojičínska, 2018

Nesseltuch, kurz auch Nessel, bezeichnete ursprünglich ein aus den Fasern der Brennnesselgewächse hergestelltes Gewebe. Seit dem 19. Jahrhundert wird unter Nesseltuch mehrheitlich ein ungebleichtes Gewebe in Leinwandbindung aus Baumwolle oder Leinen verstanden, auch Baumwollnessel genannt.

## Nessel aus Brennnesselfasern

### Geschichte

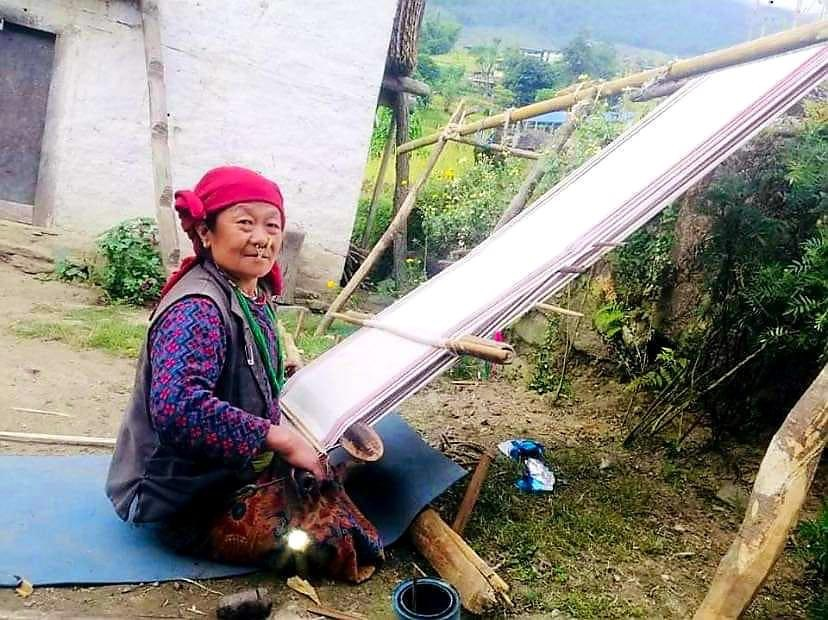
Eine Rai-Frau webt Allo-Nesseltuch, Nepal, 2021

Zahlreiche Brennnesselgewächse eignen sich zur Fasergewinnung und Textilherstellung. Während in Europa dafür bereits in der späten Bronzezeit vor allem die Große Brennnessel genutzt wurde, wird im Himalaya Himalayanessel verarbeitet (das Gewebe wird Allo genannt), in China ist seit Jahrtausenden Nesseltuch aus Ramie verbreitet.
Die Nutzung von Nesseltuch ist belegt für Atranjikhera, eine frühe Zivilisation (ca. 1200–600 v. Chr.) der oberen Gangesebene im heutigen indischen Etah-Distrikt.
Im Hügelgrab Lusehøj auf Fünen wurde Nesseltuch aus der Zeit um 800 v. Chr. gefunden. Der wahrscheinliche Ursprung des Garns aus Kärnten-Steiermark lässt einen (Textil-)Handel vermuten und verweist darauf, dass in der Bronzezeit nicht nur die Kulturpflanzen Hanf und Flachs, sondern auch die wilde Brennnesselfaser zur Textilproduktion verwendet wurde. Der erste Beleg für die Nutzung der Brennnessel als Kulturpflanze in Skandinavien datiert auf die Mitte des 9. Jahrhunderts n. Chr.: Im Kvalsund-Schiff wurde ein Bündel geröstete Brennnesselhalme gefunden.
Der russische Mönch Nestorius berichtete im 11. Jahrhundert von Gewändern aus Nesseltuch und rühmt ihren Glanz und ihre Feinheit. Seine Aussagen belegen, dass Schiffstaue und Schiffssegel zu dieser Zeit aus Nesseltuch gefertigt wurden. Auch Albertus Magnus berichtete im 13. Jahrhundert von Nesseltuch.
Im 18. Jahrhundert gab es weltweit erste Versuche einer kommerziellen Nutzung von Nesseltuch. In Leipzig gab es seit 1751 eine Manufaktur für Nesselgarn. Krünitz berichtet von Versuchen mit Nesselgarn im französischen Angers, aus dem „eine Art von sehr feinem Kattun“ gefertigt werden könne. In der Picardie sei die Produktion von Nesseltuch weit verbreitet gewesen. In Indien verbreitete sich seit 1800 die Herstellung von Nesseltuch aus Ramie, ab 1869 folgten erste Versuche mechanischer Verarbeitung. In Bhutan wurden Frauentuniken im 19. Jahrhundert manchmal aus Nesseltuch hergestellt. Dänemark wurde im 18. und 19. Jahrhundert ein Zentrum der Nesseltuchproduktion. Das handwerkliche Können führte dazu, dass dänisches Nesseltuch zu dieser Zeit mit Seide verglichen wurde. 1917 richtete die dänische Regierung eine Brennnesselkommission ein, die die Nesseltuchproduktion fördern sollte.

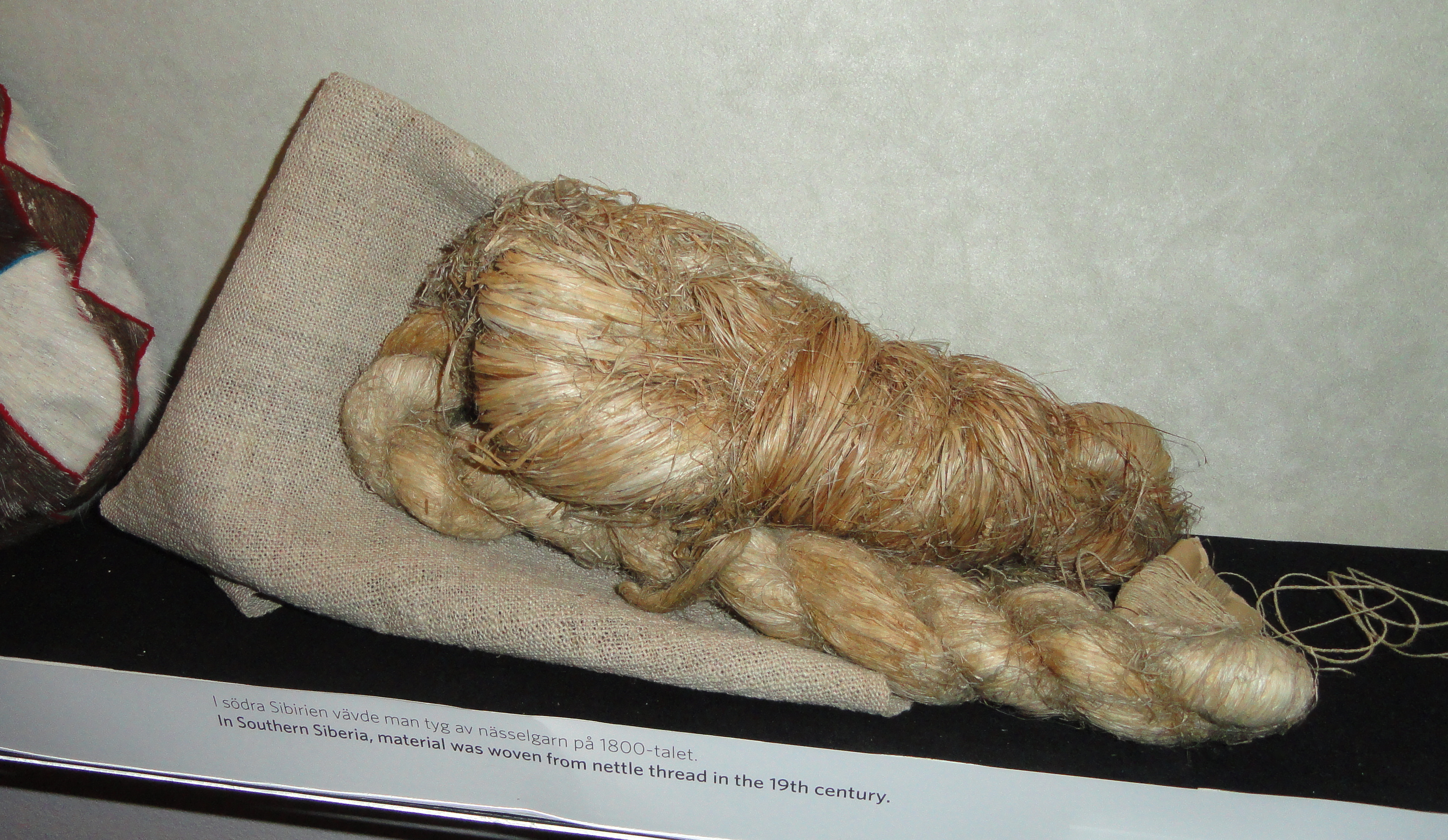
Nesselfäden aus Südsibirien, 19. Jahrhundert, Helsinki, Finnisches Nationalmuseum

In Deutschland lebte das Interesse an der heimischen Faserpflanze aufgrund einer Baumwollknappheit im letzten Drittel des 19. Jahrhunderts wieder auf. 1879 eröffnete in Dresden die Chinagras-Manufactur F. E. Seidel zur Verarbeitung von Ramie. Um 1900 galt in Heimarbeit gefertigtes Nessel als das „Leinen der armen Leute“. Während des Ersten Weltkriegs waren in Deutschland Brennnesselfasern als Rohstoff so begehrt, dass ihr Wachstum amtlicherseits vor vorzeitigem Abernten und Verfüttern geschützt werden musste.
In der ersten Hälfte des 20. Jahrhunderts und während des Zweiten Weltkriegs wurde in Dänemark und Deutschland an der Produktion von Nesseltuch geforscht, in Deutschland wurde Nesseltuch für Armee-Bekleidung verwendet. Aufgrund des geringen Faseranteils, technischer Schwierigkeiten bei der Fasergewinnung, einer geringen Effizienz und hoher Personalkosten wurde die Kultivierung der Brennnessel nach dem Krieg aufgegeben, Forschung von Gustav Bredemann zur Convarietät der Fasernessel geriet in Vergessenheit.
Seit den 1990er Jahren wurde die Forschung und Produktion wieder aufgegriffen. Zahlreiche Unternehmen weltweit beschäftigten sich mit der kommerziellen Nutzung von Brennnesselfasern. Die Stoffkontor Kranz AG in Lüchow produzierte von 1996 bis zu ihrer Insolvenz 2009 Textilien aus Fasernesseln. Die als „Nettle“ beworbenen Brennnesselfasern wurde in Heimtextilien und Bekleidung verwendet. Von 2005 bis 2013 produzierte die niederländische Firma Brennels, später Netl, Kleidung aus Fasernesseln, die im Noordoostpolder und einigen osteuropäischen Ländern angebaut und in Italien zusammen mit Baumwollfasern im Verhältnis 1:3 verarbeitet wurden. Weil die Nesselfasern preislich aber bei weitem nicht mit Baumwolle konkurrieren konnten und wegen anhaltend niedriger Nachfrage wurde die Produktion 2013 eingestellt.

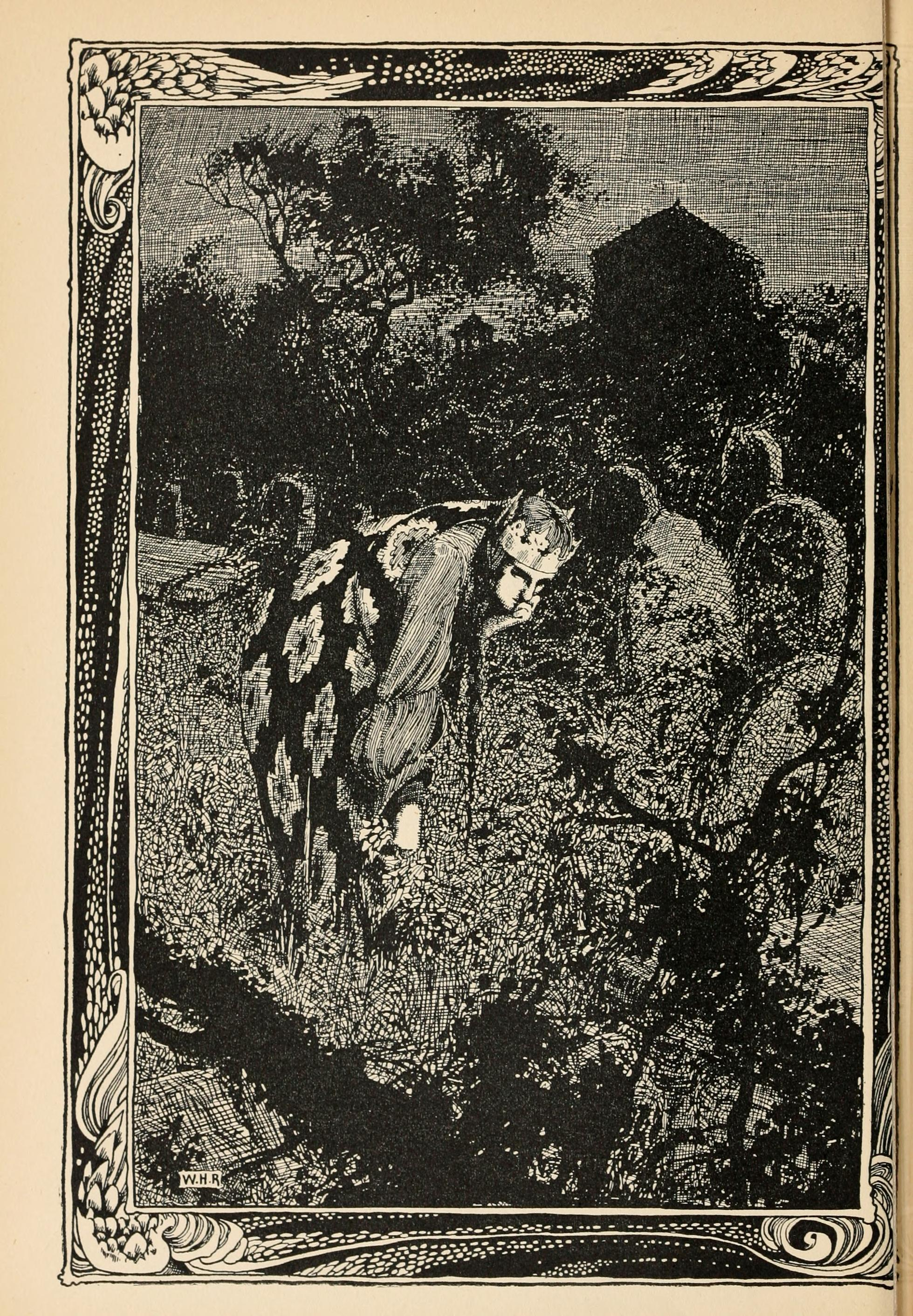
Elsa pflückt die Brennnesseln, Illustration von William Heath Robinson zum Märchen Die wilden Schwäne

In Deutschland werden heute Nesseltuche von dem Unternehmen NFC GmbH Nettle Fibre Company produziert. In Meßstetten forscht der Textilhersteller Mattes & Ammann seit 2011 an Garn aus Brennnesselfasern. Dafür wurde die Fasernesselmarke Marlene sowie 2019 ein Gebrauchsmuster zur Herstellung der Garne und Textilien angemeldet. Das Handelshaus Grüne Erde bietet seit 2021 Bettdecken mit 40 Prozent Nesselfaseranteil an.

### Kulturgeschichte und Mythologie
Nesseltuch ging auch in die Kulturgeschichte ein.
Im hinduistischen Epos Ramayana wird Nesseltuch aus dem Himalaya für seine Schönheit und Festigkeit gepriesen.
Im 19. Jahrhundert war in Europa die Sage über die Entdeckung der Nesselfaser bekannt, laut der ein böser Vormund seinem Mündel die Heirat erst erlaubte, wenn sie sich ihr Brautkleid aus Brennnesseln selbst gesponnen und gewebt habe. Mit Hilfe von zwei Engeln lernt sie die Pflanzen zu ernten und zu Nesseltuch zu verarbeiten.
In Hans Christian Andersens Märchen Die wilden Schwäne von 1838 strickt die Prinzessin Elsa magische Nesselhemden, mit denen sie ihre verwunschenen Brüder wieder in Menschen verwandeln kann. Das Motiv wird zum Teil in den Märchen Die sechs Schwäne aufgegriffen, wo die Hemden jedoch aus Sternblumen genäht werden, und auch im Märchenfilm Die sieben Raben von 1993 nach einer Geschichte von Božena Němcová taucht es auf.
August Schnezler dichtete 1846 Des Nesselhemd, über ein magisches Hemd, das den Träger wie Flammen verbrennt.

## Nessel aus Baumwolle

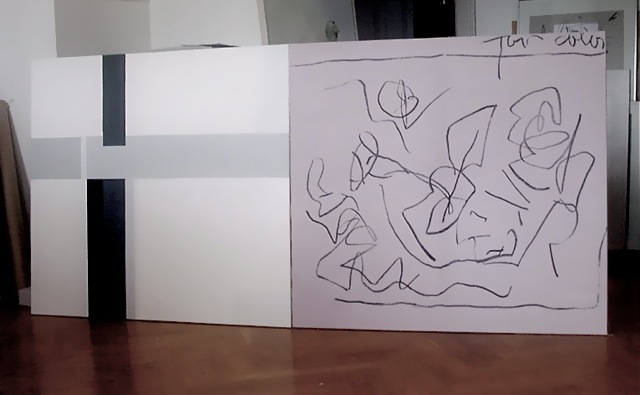
Baumwollnessel als textiler Bildträger für Kunstwerke

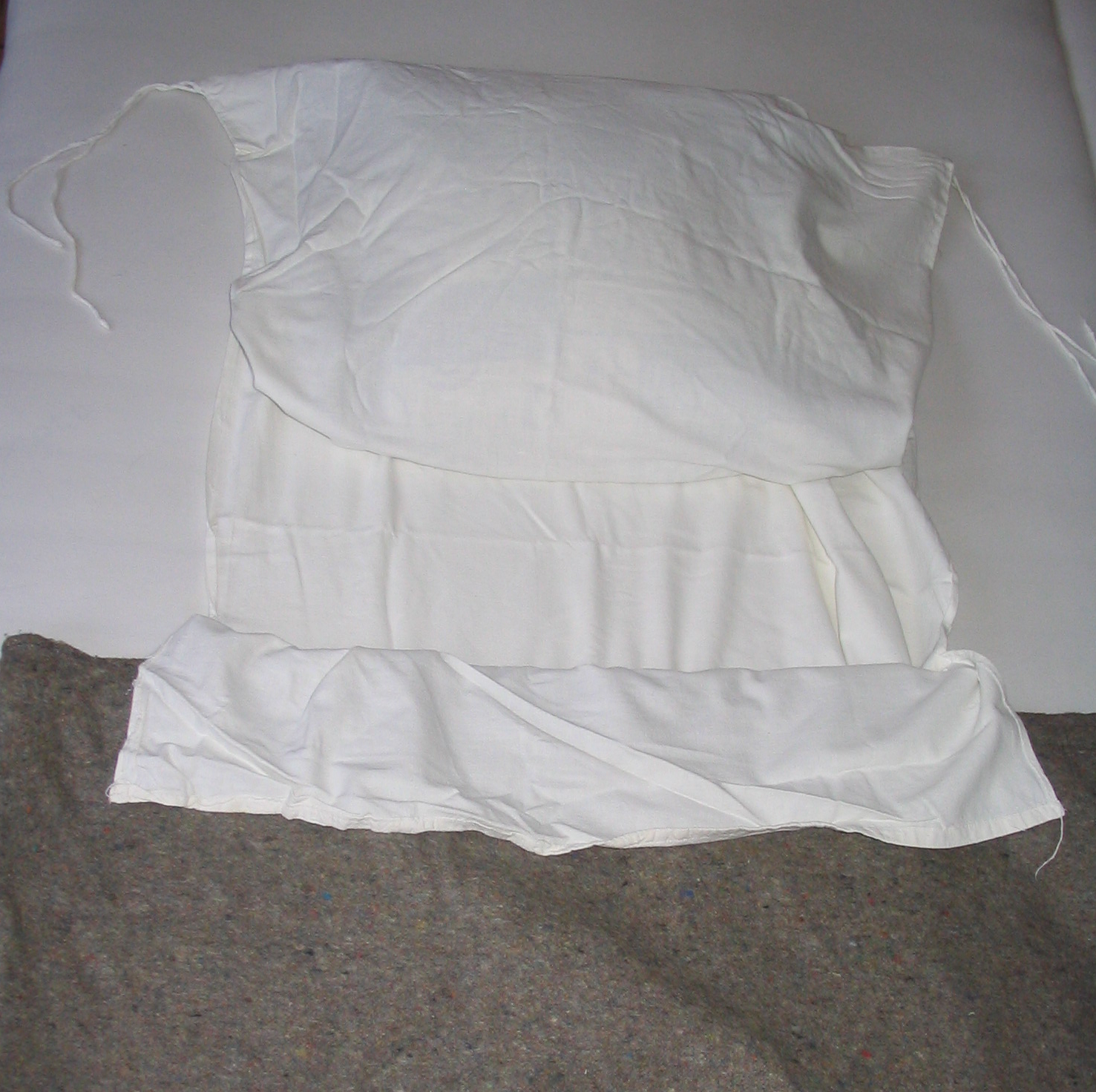
Schlafsack aus Baumwollnessel

Im 19. Jahrhundert wurde der Begriff „Nesseltuch“ als Synonym für Batist, Musselin und Schirting gebraucht. Heute gibt es Baumwollnessel im Handel üblicherweise als ungebleichten, ungefärbten Rohnessel ohne Ausrüstung oder als gebleichten Nessel in drei Qualitätsstufen:
Cretonne
einfachste, gröbste Qualität mit durchschnittlich 24 Fäden pro Zentimeter
Renforcé
mittlere Qualität mit durchschnittlich 27 Fäden pro Zentimeter 
Kattun
feinste Qualität mit ca. 29 Fäden pro Zentimeter